# Hiruko
Hiruko o Hirugo è una divinità solare della mitologia giapponese, simile ad Amaterasu, ma molto meno famosa.
La fonte letteraria più antica del mito è il Nihongi, un'opera di storia e mitologia giapponese risalente all'VIII secolo. Hiruko è descritto come figlio della coppia cosmogonica Izanami e Izanagi da cui viene abbandonato, subito dopo la nascita, per il suo aspetto deforme simile a una medusa.
Alcuni mitografi successivi lo descrivono simile invece a una sanguisuga. Secondo la leggenda di Ebisu la figura di Hiruko e Ebisu coincidono.